# Język bahonsuai
Język bahonsuai (bahoe-soeaai, bahonsoewaai) – język austronezyjski używany w prowincji Celebes Środkowy w Indonezji. Według danych z 1999 roku posługuje się nim 200 osób.
Jego użytkownicy zamieszkują wieś Bahonsuai na wschodnim wybrzeżu Sulawesi, na terytorium języka bungku. Prawdopodobnie rozwinął się z języka mori bawah, który został wprowadzony przez migrantów z obszaru tego języka, a następnie uległ wpływom bungku. Sama społeczność uważa się za spokrewnioną z To Mo’iki, jedną z podgrup Mori Bawah; potwierdzają to wyniki analizy leksykalnej.
W latach 90. XX w. odnotowano, że pozostaje językiem kontaktów domowych (przy czym jego użytkownicy stanowią 1/3 mieszkańców wsi). W użyciu jest także język indonezyjski, zwłaszcza w handlu i podczas uroczystości kulturalnych. Według innych informacji (z 2007 r.) bahonsuai jest zagrożony wymarciem.
Istnienie społeczności Bahonsuai odnotował O.H. Goedhart w 1908 r. Język o tej nazwie wyróżniono dopiero w latach 90. XX w.